# Zobika mekodlaka
Zobika mekodlaka (avenula; lat. Avenula), avenula je monotipski rod trava iz tribusa Poeae čija je jedina vrsta trajnica poznata kao zobika mekodlaka, hemikriptofit rasprostranjen po velikim dijelovima Euroazije, od Zapadnosibirske nizine do Atlantika (uključujući i Island). Raste i u Hrvatskoj.
Pripadnost podtribusu još nije ustanovljena, a postoje brojni sinonimi za nju.

## Sinonimi
- Arrhenatherum pubescens (Huds.) Samp.
- Avena alopecuros Roth
- Avena amethystina DC.
- Avena baumgartenii Steud.
- Avena bornmuelleri Domin
- Avena carpatica Host
- Avena glabra K.Koch
- Avena hirtifolia Boiss.
- Avena hugeninii De Not. ex Steud.
- Avena insubrica (Asch. & Graebn.) Dalla Torre & Sarnth.
- Avena laevigata Schur
- Avena lucida Bertol.
- Avena pseudolucida Schur
- Avena pubescens Huds.
- Avena pubescens var. alpina Gaudin
- Avena sesquitertia L.
- Avena varia Schur
- Avenastrum insubricum (Asch. & Graebn.) Fritsch
- Avenastrum laevigatum (Schur) Domin
- Avenastrum pubescens (Huds.) Opiz
- Avenastrum sesquitertium (L.) Fritsch
- Avenochloa pubescens (Huds.) Holub
- Avenochloa pubescens var. alpina (Gaudin) Kerguélen
- Avenochloa pubescens subsp. amethystina (DC.) Soó
- Avenochloa pubescens subsp. anatolica (Holub) Soó
- Avenochloa pubescens subsp. laevigata (Schur) Soó
- Avenula pubescens var. amethystina (DC.) O.Bolòs & Vigo
- Avenula pubescens subsp. bornmuelleri Holub
- Avenula pubescens subsp. laevigata (Schur) Holub
- Avenula pubescens var. longifolia Boiss.
- Festuca cristata C.C.Gmel. ex Roem. & Schult.
- Helictotrichon laevigatum (Schur) Potztal
- Helictotrichon pratense f. alpinum (Gaudin) Soó
- Helictotrichon pubescens (Huds.) Pilg.
- Helictotrichon pubescens subsp. amethystinum (DC.) Soó
- Helictotrichon pubescens subsp. anatolicum (Holub) Soó
- Helictotrichon pubescens f. batavicum Soó
- Helictotrichon pubescens f. dianthum (Heuff.) Soó
- Helictotrichon pubescens subsp. laevigatum (Schur) Soó
- Helictotrichon pubescens f. latifolium (Printz) Soó
- Helictotrichon pubescens f. pallidum (Schur) Morariu & Beldie
- Helictotrichon pubescens f. stenophyllum (Domin) Soó
- Helictotrichon pubescens f. subracemosum (Schur) Soó
- Helictotrichon pubescens f. subtricolor (Schur) Soó
- Heuffelia laevigata (Schur) Schur
- Heuffelia lucida (Bertol.) Schur
- Heuffelia pubescens (Huds.) Schur
- Homalotrichon pubescens (Huds.) Banfi, Galasso & Bracchi
- Homalotrichon pubescens subsp. laevigatum (Schur) Banfi, Galasso & Bracchi
- Homalotrichon pubescens subsp. longifolium (Boiss.) H.Scholz & Valdés
- Neoholubia pubescens (Huds.) Tzvelev
- Neoholubia pubescens var. alpina (Gaudin) Tzvelev
- Trisetaria bornmuelleri (Domin) H.Scholz
- Trisetaria carpatica (Host) Baumg.
- Trisetaria sesquitertia (L.) Baumg.
- Trisetum alopecuros (Roth) Roem. & Schult.
- Trisetum bornmuelleri Domin
- Trisetum carpaticum (Host) Roem. & Schult.
- Trisetum pubescens (Huds.) Roem. & Schult.
- Trisetum sesquitertium (L.) P.Beauv.
- Trisetum varium Schur

## Slike
- A. pubescens; botanički vrt München-Nymphenburg, Njemačka.
- A. pubescens
- A. pubescens